# Naturschutzgebiet Ostenberg

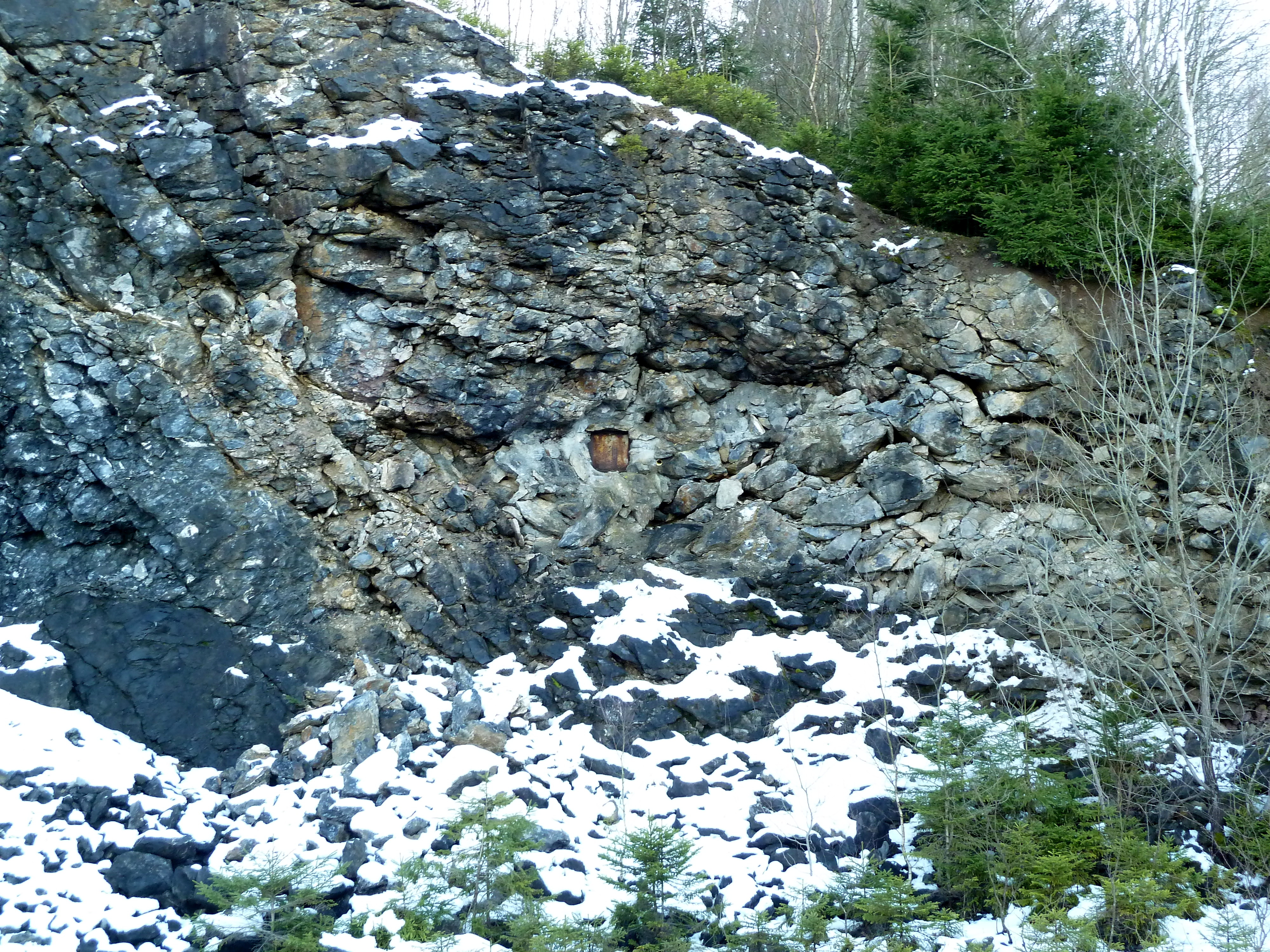
Eingangsbereich der Ostenberghöhle

Das Naturschutzgebiet Ostenberg mit einer Größe von 21,07 ha liegt südlich von Bestwig. Das Gebiet wurde 2008 mit dem Landschaftsplan Bestwig durch den Hochsauerlandkreis als Naturschutzgebiet (NSG) ausgewiesen. Das Gebiet stellt seit 2004 eine von zehn Teilflächen des Fauna-Flora-Habitat-Gebietes (FFH) Höhlen und Stollen bei Bestwig und Olsberg (Natura 2000-Nr. DE-4616-304) im Europäischen Schutzgebietssystem nach Natura 2000 dar. Das NSG gehört überwiegend zum FFH-Gebiet.

## Gebietsbeschreibung
Beim NSG handelt es sich um südliche und südliche Hänge des 566 m hohen Ostenberges mit Rotbuchen und Rotfichtenwald. Im Osten des NSG gehört der westliche Teil eines ehemaligen Steinbruchs zum NSG. Im Steinbruch befindet sich der Eingang der Ostenberghöhle. Die Höhle hat eine Gesamtganglänge von 622 Meter und erstreckt sich über mehrere Etagen. Ihre Lage über dem Talniveau ist ungewöhnlich hoch. Bei Steinbrucharbeiten wurde die Ostenberghöhle auf der obersten Sohle im Bestwiger Steinbruch angeschnitten. Entdeckt wurde sie 1991.

## Tier- und Pflanzenarten im NSG
Für das Große Mausohr und die Teichfledermaus dient sie als Überwinterungsquartier.  
Auswahl vom Landesamt dokumentierter Pflanzen- und Moosarten im Gebiet: Bach-Kahlfruchtmoos, Berg-Gabelzahnmoos, Berg-Weidenröschen, Braunstieliger Streifenfarn, Dryopteris dilatata, Breitblättriger Rohrkolben, Breites Igelhaubenmoos, Gewöhnliches Gabelzahnmoos, Echter Wurmfarn, Echter Wolfsfuß, Echtes Apfelmoos, Echtes Springkraut, Eichenfarn, Fedriges Kurzbüchsenmoos, Flatter-Binse, Frauenfarn, Fuchssches Greiskraut, Fuchsschwanzmoos, Gekräuseltes Spiralzahnmoos, Gemeines Kurzbüchsenmoos, Gemeines Rotblattmoos, Gewöhnliche Goldnessel, Gewöhnliche Krätzeflechte, Gewöhnlicher Tüpfelfarn, Gewöhnliches Igelhaubenmoos, Glattes Neckermoos, Großes Hexenkraut, Großes Mausschwanzmoos, Grünspan-Nacktmundmoos, Haarblättriges Birnmoos, Hain-Rispengras, Hain-Spatenmoos, Hakenmoos, Heidelbeere, Hellstreifiges Doppelblattmoos, Himbeer-Kissenmoos, Kamm-Spaltzahnmoos, Kleiner Dornfarn, Kleines Muschelmoos, Kleines Schönschnabelmoos, Kleines Seidenglanzmoos, Knotige Braunwurz, Langblättriges Weißgabelzahnmoos, Mauerlattich, Mittlerer Tüpfelfarn, Pappel-Kurzbüchsenmoos, Punktiertes Wurzelsternmoos, Quirlblättrige Weißwurz, Roter Fingerhut, Rotes Straußgras, Ruprechtskraut, Saftiges Plattmoos, Salbei-Gamander, Scheiden-Doppelzahnmoos, Schmalblättriges Weidenröschen, Schuppige Hundsflechte, Schwanenhals-Sternmoos, Schönes Frauenhaarmoos, Seidenmoos, Spitzblättriges Schönschnabelmoos, Spring-Schaumkraut, Streifenfarn-Flachmoos, Tamarisken-Thujamoos, Vielfrüchtiger Hundszahn, Wald-Bingelkraut, Wald-Ehrenpreis, Wald-Sauerklee, Waldmeister, Zerbrechlicher Blasenfarn, Zweizähniges Kammkelchmoos, Zypressenschlafmoos.

## Schutzzweck
Das NSG soll das Waldgebiet mit der Ostenberghöhle und ihrem Arteninventar schützen.
Wie bei allen Naturschutzgebieten in Deutschland wurde in der Schutzausweisung darauf hingewiesen, dass das Gebiet „wegen der Seltenheit, besonderen Eigenart und Schönheit des Gebietes“ zum Naturschutzgebiet wurde.